# Piscataqua Bridge
Die Piscataqua Bridge war eine hölzerne Straßenbrücke über die Great Bay am Piscataqua River in New Hampshire, USA.
Die von Timothy Palmer entworfene und zwischen 1793 und 1794 gebaute Brücke war eine der ersten Brücken über ein größeres Gewässer in den USA und bei ihrer Eröffnung die mit der größten Stützweite aller Holzbrücken weltweit.

## Geschichte
1791 hatte man mit dem Bau einer Turnpike Road begonnen, die die zukünftige Landeshauptstadt Concord mit Durham verbinden sollte. Die Einwohner wünschten aber eine Verlängerung der Verbindung bis nach Portsmouth. Man plante daher eine Straße mit einer Brücke über die Great Bay, die vom Cedar Point (Tuttle Point) über das Goat Island und das kleine Ram Island zum Fox Point führen und weiter über Newington nach Portsmouth gehen sollte.
1793 erhielt Palmer den Auftrag zur Planung der Piscataqua Bridge, die in diesem und dem folgenden Jahr gebaut wurde. Sie war insgesamt 720 m (2362 ft) lang, wenn man die beiden Inseln mitzählt. Sie bestand aus schlichten Jochbrücken über die flacheren Teile der Bucht und einer Fachwerk-Bogenbrücke über den Schifffahrtskanal. Diese Hauptbrücke hatte eine Stützweite von 74,37 m (244 ft) und eine Pfeilhöhe von 4,88 m (16 ft). Während Palmers zuvor am Merrimack River gebaute Brücken Fachwerke mit je einem gebogenen Ober- und Untergurt hatten, sah er für die Piscataqua Bridge Fachwerke mit drei Gurten vor im Abstand von 6,1 m und 1,22 m, also einer Bauhöhe von 7,32 m (20 ft + 4 ft = 24 ft). Dabei diente der obere Gurt gleichzeitig als Geländer für die vom mittleren Gurt getragene Fahrbahn. Der Windverband musste dabei nicht oberhalb der Fahrbahn angeordnet werden, sondern konnte am mittleren Gurt unterhalb der Fahrbahn eingefügt werden.
Die nicht verkleidete Brücke hielt dem Küstenklima nicht lange stand. Sie musste bereits 1803 renoviert und 1818 durch eine gleichartige Brücke ersetzt werden. Diese musste 1830 ersetzt werden. 1854 war auch die letzte Brücke hinfällig und wurde nicht mehr ersetzt, da die Mauteinnahmen die Kosten nie deckten.